# Padilla de Arriba
Padilla de Arriba ist ein Ort und eine Gemeinde (municipio) mit 92 Einwohnern (Stand: 2024) in der Provinz Burgos in der nordspanischen Autonomen Region Kastilien-León. Die Gemeinde gehört zur Comarca Odra-Pisuerga. 

## Lage
Padilla de Arriba liegt in der kastilischen Hochebene (meseta) in einer Höhe von etwa 824 Metern ü. d. M. und etwa 60 Kilometer in westnordwestlicher Entfernung von der Stadt Burgos. 

## Bevölkerungsentwicklung
| Jahr      | 1970 | 1981 | 1991 | 2001 | 2011 | 2021 |
| Einwohner | 253  | 148  | 142  | 131  | 89   | 86   |

## Wirtschaft
Die Region ist seit Jahrhunderten wesentlich von der Landwirtschaft geprägt; die Bewohner früherer Zeiten lebten hauptsächlich als Selbstversorger, aber auch Handwerk und Kleinhandel spielten eine Rolle. Ein Schwerpunkt lag auf der Anzucht von Bäumen aller Art, die letztlich in ganz Zentralspanien angepflanzt wurden.

## Sehenswürdigkeiten
- Andreaskirche (Iglesia de San Andrés Apostól)
- Reste der früheren Marienkirche (Iglesia de Santa Maria)
- Einsiedelei des heiligen Christus (Ermita de Santo Cristo)
- Skulptur der „Landfrau“ von 2014

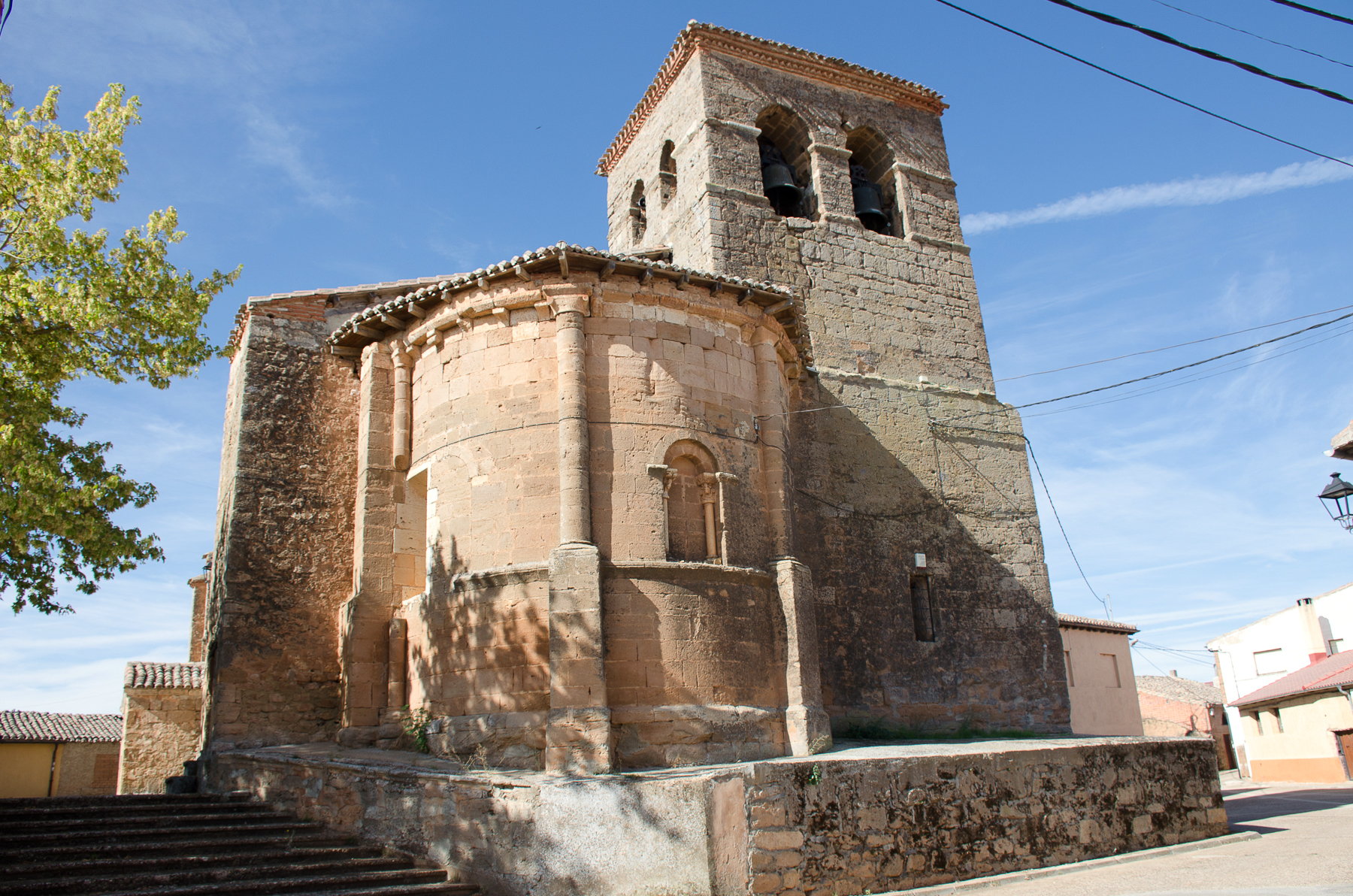
Andreaskirche
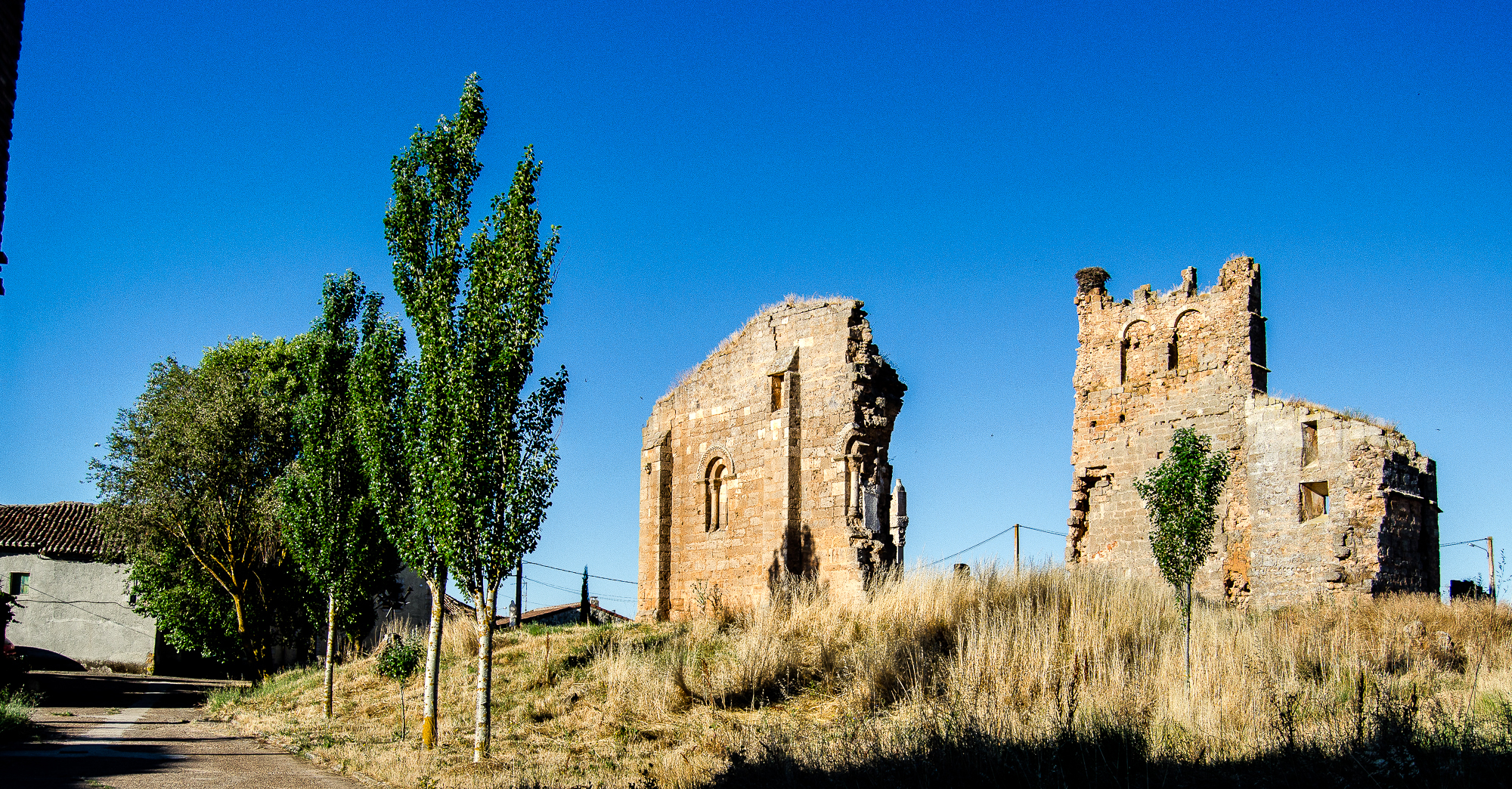
Ruinen der Marienkirche
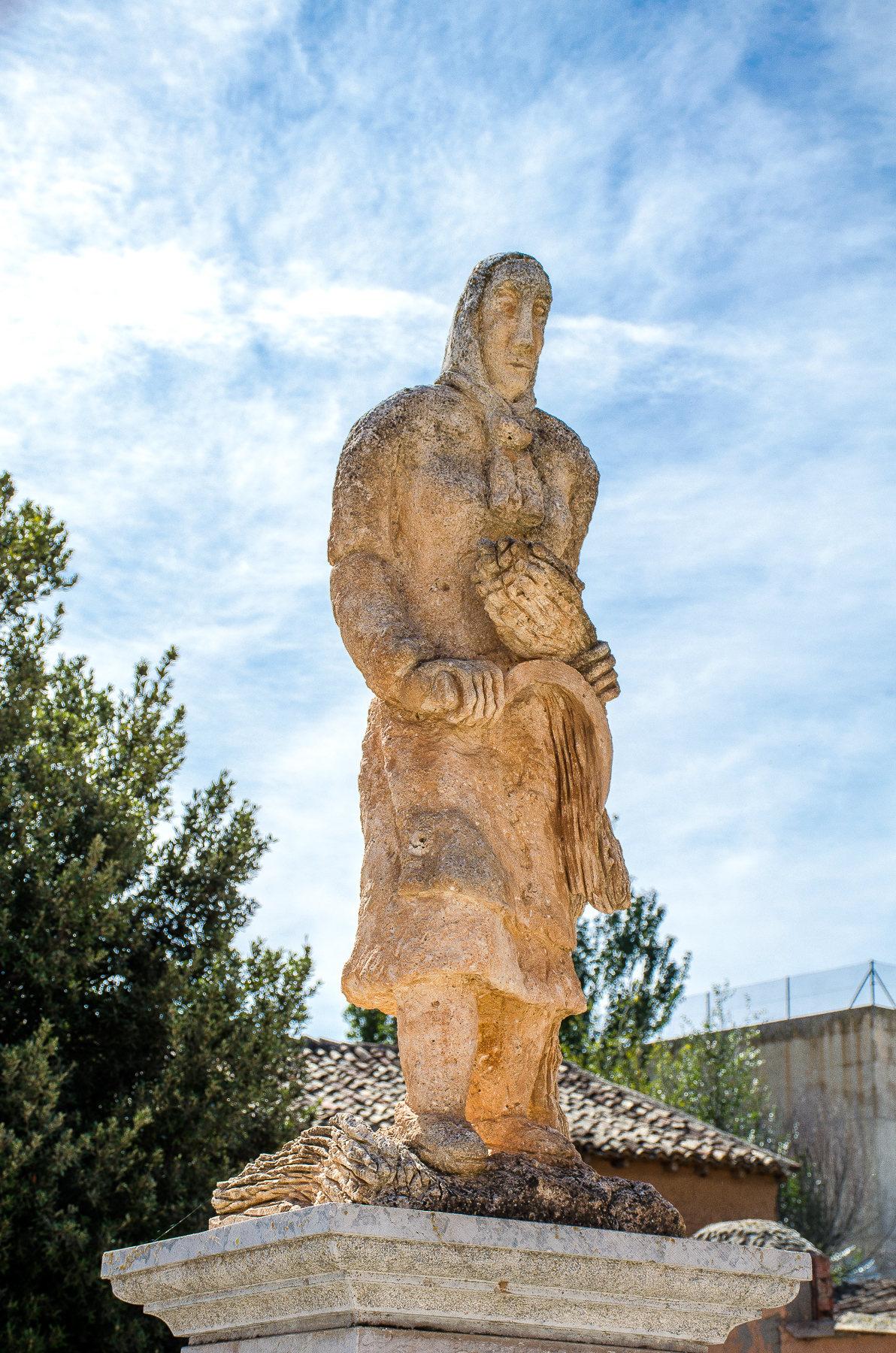
Skulptur der Landfrau